# Менарини, Искра
И́скра Менари́ни (итал. Iskra Menarini, род. 5 мая 1946, Сан-Феличе-суль-Панаро) — итальянская певица.

## Биография
Родилась и выросла в семье француза итальянского происхождения Чезаре Менарини и итальянки Анны Поллони, есть у неё также старший брат Серджо (разница в 4 года). Имя Искра, происходящее из русского языка, ей дал отец, придерживавшийся левых взглядов. Всегда любила природу и животных, и в процессе учёбы готовилась стать специалистом-аграрием.

С 1962 г. в течение 6 лет проживала в Сан-Ремо, где, благодаря её любви к театру, танцу и музыке, начался её долгий артистический путь. Начинает брать уроки классической гитары, танца и драматического искусства.

В 1963 г. участвует в Фестивале Кастрокаро (Конкурс новых голосов), в финал не попадает, но получает возможность заключить контракт с миланской звукозаписывающей фирмой MRC, благодаря которой появляется её первый сингл-сорокапятка (Quello/Domani sera).

В возрасте 22 лет переезжает в Болонью, чтобы изучать академическое оперное пение. Здесь она познакомилась с Андреа Мингарди, известным автором-исполнителем, но большее влияние на её манеру пения оказала встреча с болонской группой Tombstones, открывшей ей рок-музыку и с которой она записала для фирмы Cobra Record сингл с песнями Mi ripenserai (Снова будешь думать обо мне) и Capelli al vento (Волосы на ветру). С Tombstones в 1971 г. участвует в Фестивале авангардной музыки и новых тенденций и сотрудничает с коллективом в течение 10 лет. 

Постоянно выступает с концертами, дебютирует в Piper Club, знаменитой римской дискотеке, где собирались и выступали звёзды итальянской и зарубежной лёгкой музыки.

Поёт в рок-опере «Юлий Цезарь» Джимми Виллотти, также её привлекает джаз, соул и блюз. В 1978 г. участвует в качестве бэк-вокалистки в записи дебютного альбома Васко Росси.

Встреча с Лучо Даллой положила начало дальнейшему 24-летнему сотрудничеству с ним в качестве его вокалистки во всех турне, в телепередачах, видео- и аудиозаписях. Почти все альбомы Лучо Даллы этого периода записаны при её участии. Наиболее известные из исполненных ею с автором песен — Attenti al lupo (Берегись волка), Lunedì (Понедельник), Ciao (Привет), знаменитая ария Amore disperato из мюзикла Tosca — Amore disperato (Тоска — Несчастная любовь), где она исполнила партию Сидонии. 

В возрасте 63 лет, в 2009 г., участвовала в фестивале в Сан-Ремо в номинации «Новые голоса», побив рекорд в качестве самой пожилой участницы в этой номинации за всё время существования фестиваля и став финалисткой с песней Quasi amore (Почти любовь) (музыка — Роберто Коста, слова — Лучо Далла и Марко Алеманно).

Сотрудничала с Джанни Моранди, Дзуккеро, Бьяджо Антоначчи, Лукой Карбони, Андреа Мингарди, Роном, Патти Право, Паскуале Панелло, Франческо Де Грегори, с дирижёрами Ренато Серио, Пеппе Вессиккьо, Беппе Д'Онгия, Роберто Коста, Самуэле Берсани.
Экспериментировала во многих музыкальных жанрах.

Участвовала с разными артистами в благотворительных концертах, средства от которых пошли на реставрацию 7 церквей в Болонье и в фонд помощи пострадавшим от землетрясения в городе Л’Акуила.
В 2013 г. выпустила альбом Ossigeno: un viaggio nell’anima (Кислород: путешествие в пространство души) с собственными композициями и кавер-версиями песен Лучо Даллы в память о нём. Над диском работала в содружестве с Джанни Моранди, Ренато Дзеро, Джиджи Д'Алессио, Андреа Мингарди, Сабриной Ферилли, Лино Банфи, Стефано ди Баттиста и др.

## Семья
Муж — Альфредо Пармеджани, бывший боксёр. Сын — Кристиано Пармеджани.

## Сольная дискография

#### Синглы
- 1964 — Quello/Domani sera (MRC, A 207)
- 1971 — Mi ripenserai/Capelli al vento (Cobra Record, COB NP 006; c Tombstones)

#### Альбомы
- 2009 — Quasi amore
- 2013 — Ossigeno: un viaggio nell’anima